# VCMG
VCMG est un groupe britannique de techno, originaire de Angleterre. Il est constitué de Vince Clarke (compositeur principal d'Erasure et ex-membre fondateur de Depeche Mode) et de Martin L. Gore (compositeur principal de Depeche Mode).

## Histoire
Cette idée de création de ce duo provient, entre autres, d'une demande de remix de Richie Hawtin de son morceau Elektrostatik (en tant que Plastikman) auprès de Vince Clarke, début 2011. L'approche musicale de VCMG est très éloignée de celle de Depeche Mode et d'Erasure, dans la mesure où VCMG ne construit pas de chansons, mais uniquement des instrumentaux de techno minimale dépourvus de structure mélodique.
Leur premier album, intitulé Ssss, sort le 12 mars 2012. Il est précédé de deux EP qui sont Spock, sorti le 30 novembre 2011 exclusivement sur Beatport et Single Blip sorti lui aussi sur Beatport le 20 février 2012. Il fut essentiellement réalisé par correspondance électronique, les deux hommes habitant les côtes opposées des États-Unis.

## Discographie

### Albums studio
| Titre | Détails                                                                   | Meilleure position | Meilleure position | Meilleure position | Meilleure position | Meilleure position | Meilleure position | Meilleure position |
| Titre | Détails                                                                   | UK                 | AUT                | BEL (WA)           | FRA                | ALL                | SUI                | US D/E             |
| ----- | ------------------------------------------------------------------------- | ------------------ | ------------------ | ------------------ | ------------------ | ------------------ | ------------------ | ------------------ |
| Ssss  | - Sortie : 12 mars 2012 - Label : Mute - Formats : CD, LP, téléchargement | 81                 | 47                 | 64                 | 159                | 21                 | 48                 | 10                 |

### Singles et EP
- 2011 : Spock
- 2012 : Single Blip